# Type 4 (lanciarazzi 200 mm)
Il mortaio lanciarazzi da 20 cm Type 4 (四式二十糎噴進?, Yonshiki nijyū-senchi funshinhō) era un lanciarazzi d'artiglieria calibro 203 mm, usato dall'Esercito imperiale giapponese nelle ultime fasi della seconda guerra mondiale, in particolare durante la battaglia di Iwo Jima. Il nome era dovuto all'anno di adozione da parte dell'Esercito imperiale, anno imperiale 2604, corrispondente al 1944 del calendario gregoriano.

## Descrizione
Il mortaio lanciarazzi Type 4 fu sviluppato dall'ufficio tecnico dell'esercito imperiale nelle ultime fasi della seconda guerra mondiale per fornire un'arma economica, facile e rapida da produrre, con una buona precisione dovuta ai proietti girostabilizzati. Le prime unità vennero dispiegate nel 1943 e furono impiegate con successo in combattimento durante la battaglia di Iwo Jima e quella di Okinawa. Grazie all'alta mobilità ed al basso costo il prezzo fu prodotto in grandi numeri e distribuito in arsenali segreti su tutto il territorio metropolitano giapponese come ultima risorsa nel caso della prevista invasione alleata.
L'arma era costituita da una canna da mortaio standard su affusto a treppiede, ma in caso di necessità la munizione a razzo poteva essere lanciata da normali tubi o condutture di sufficiente diametro, da guide in legno o direttamente da un pendio nel terreno.